# Fischerspooner
Fischerspooner – amerykański duet muzyków wykonujący muzykę electroclash, powstały w 1998.
Nazwa grupy stanowi połączenie nazwisk jej członków. Są nimi Warren Fischer oraz Casey Spooner. Pierwszy singel zespołu pt. Emerge został wydany w 2000 nakładem wytwórni International DeeJay Gigolo Records. Muzyka tworzona przez Fischerspooner zaliczana jest do gatunku electroclash.
W 2017 ukazał się singiel „Have Fun Tonight”, a w 2018 zrealizowano teledysk „TopBrazil”.

## Dyskografia

### Single
- 2000 - „Emerge”
- 2005 - „Just Let Go”
- 2005 - „Never Win”
- 2006 - „Tout Va Bien Pour La France”
- 2007 - „The Best Revenge”
- 2009 - „Supply & Demand”
- 2017 - „Have Fun Tonight”

### Albumy
- 2001 - #1
- 2005 - Odyssey
- 2009 - Entertainment
- 2018 - "sir"

### Inne
- 2005 - Time Out Presents The Other Side: New York